# Klaudia Sosnowska
Klaudia Anna Sosnowska (ur. 6 kwietnia 1990 we Frankfurcie nad Menem) – polska koszykarka występująca na pozycji niskiej skrzydłowej. Obecnie jest zawodniczką SKK Polonia Warszawa, wcześniej grająca w Basket Lidze Kobiet w klubach: King Wilki Morskie Szczecin, Basket Konin, Widzew Łódź, TS Ostrovia Ostrów Wielkopolski, Energa Toruń i  1KS Ślęza Wrocław. Od 2019 zawodniczka reprezentacji Polski kobiet w koszykówce 3x3, w 2021 wystąpiła w meczu reprezentacji Polski kobiet w koszykówce 5x5.

## Osiągnięcia
Stan na 06 marca 2023, na podstawie
, o ile nie zaznaczono inaczej.
Drużynowe
- Mistrzyni:
  - Polski (2009, 2010)
  - LOTTO 3x3 Ligi Kobiet 2023 i 2024 z SKK Polonia Warszawa[7]
  - I ligi polskiej (2021 – awans do EBLK)[8]
  - Polski juniorek starszych (U–20 – 2010)
  - w Pucharze European Women's Basketball League 2024
- Brązowa medalistka: 
  - w Pucharze European Women's Basketball League[9]
  - w Mistrzostwach Polski (2018)
- Zdobywczyni pucharu Polski (2010, 2011)
- Finalistka:
  - Pucharu Polski (2009, 2021(Top 6))
  - Superpucharu Polski (2008, 2009)
- Uczestniczka rozgrywek Euroligi (2009/10 – TOP 16, 2010/11)
- Wicemistrzyni I ligi (awans do PLKK 2013, 2016)
- Zwyciężczyni turnieju w Trutnovie (2017)[10]

Indywidualne
- 1. miejsce w prowadzonym przez FIBA światowym rankingu indywidualnym zawodniczek w koszykówce 3×3 (wrzesień 2021)[11]
- MVP:
  - MVP turnieju finałowego LOTTO 3x3 Ligi Kobiet 2023[7]
  - sezonu regularnego I ligi grupy A (2019, 2021)[12][13]
  - kolejki EBLK (18 – 2021/2022)[14]
- Wybrana w plebiscycie m.st. Warszawy na Najpopularniejszego sportowca stolicy w 2022 roku.
- Uczestniczka meczu gwiazd Polska – Gwiazdy FGE (2010)[15]
- Najlepsza skrzydłowa I ligi (2013 według eurobasket.com)
- Zaliczona do I składu:
  - I ligi:
    - grupy A (2019, 2020, 2021)[12][16][13]
    - grupy B (2016)[17]
    - 2013, 2016 – przez eurobasket.com

  - kolejki EBLK (18 – 2021/2022)[18]
  - mistrzostw Polski U–20 (2010)

Reprezentacyjne
- Brąz mistrzostw Europy w koszykówce 3x3 (2022)[19]
- Uczestniczka:
  - uniwersjady (2013 – 11. miejsce)
  - mistrzostw Europy:
    - U–20 (2009 – 5. miejsce; 2010 – 9. miejsce)
    - U–18 (2008 – 8. miejsce)
    - U–16 (2006 – 6. miejsce)